# Naman Keita
Naman Keïta (Francia, 9 de abril de 1978) es un atleta francés, especialista en la prueba de 4 × 400 m, en la que ha logrado ser campeón mundial en 2003.

## Carrera deportiva
En el Campeonato Europeo de Atletismo de 2002 ganó la medalla de bronce en los relevos 4 × 400 metros, tras Reino Unido y Rusia.
Al año siguiente, en el Mundial de París 2003 ganó la medalla de oro en la misma prueba, con un tiempo de 2:58.96 segundos que fue récord nacional de Francia, quedando por delante de Jamaica y Bahamas, y siendo sus compañeros de equipo: Leslie Djhone, Stéphane Diagana y Marc Raquil.
Al año siguiente, en las Olimpiadas de Atenas 2004 ganó el bronce en los 400 m vallas, tras el dominicano Félix Sánchez y el jamaicano Danny McFarlane.